# Пачеко Фрага, Аугусто
Аугусто Пачеко Фрага (англ. Augusto Pacheco Fraga или Гуто; 4 мая 1988, Крисиума) — бразильский футболист, нападающий китайского клуба «Чунцин Лифань».

## Карьера
Дебютировал за бразильский клуб «Интернасьонал» 2 сентября 2007 года в матче против «Наутико Ресифи», в котором команда сыграла вничью 1-1. Несколько раз «Интернасьонал» отдавал игрока в аренду в другие бразильские клубы.
В феврале 2012 года Гуто перешёл в клуб первой лиги Китая «Чунцин Лифань». В сезоне 2014 года стал лучшим бомбардиром турнира.

## Достижения
«Чунцин Лифань» :
- Лучший бомбардир первой лиги Китая : 2014